# Костогриз Сергій Андрійович
Сергій Андрійович Костогриз (? — ?) — український радянський діяч, 1-й секретар Кадіївського міськкому КП(б)У Ворошиловградської (Луганської) області. Депутат Верховної Ради СРСР 3-го скликання.

## Життєпис
Виростав безпритульним. Трудову діяльність розпочав шлаковозом на шахтах Донбасу.
Член ВКП(б) з 1932 року.
На 1938 рік — директор Алмазо-Мар'ївського мережевого району «Доненерго» на Донбасі.
У січні 1947 — після 1951 року — 1-й секретар Кадіївського міського комітету КП(б)У Ворошиловградської (Луганської) області.
Потім — на пенсії.

## Нагороди
- орден Леніна (17.02.1939)
- орден Трудового Червоного Прапора (23.01.1948)
- ордени
- медалі